# توماش غالاسيك
توماش غالاسيك (بالتشيكية: Tomáš Galásek)، من مواليد 15 يناير 1973 في فريديك-ميستك في تشيكوسلوفاكيا، لاعب كرة قدم تشيكي.
بدأ مسيرته الكروية مع نادي بانيك أوسترافا في عام 1991، ولعب معهم حتى عام 1996، وشارك معهم في 121 مباراة وسجل 9 أهداف، وفي عام 1996 انتقل إلى نادي فيليم تليبورغ الهولندي، ولعب معهم حتى عام 2000، وشارك معهم في 110 مباريات وسجل 12 هدف، وفي عام 2000 انتقل إلى نادي أياكس أمستردام الهولندي، ولعب معهم حتى عام 2006، وشارك معهم في 154 مباراة وسجل 24 هدف، ومنذ عام 2006 وهو يلعب مع نادي نورمبيرغ الألماني.
بدأ باللعب مع منتخب التشيك لكرة القدم في عام 1995، وهو يلعب معهم حتى الآن.

## مسيرته الكروية
لعب توماش غالاسيك خلال مسيرته الاحترافية مع 5 أندية في تسعة عشر موسمًا وسجل خلالها 48 هدفًا ضمن 477 مباراة. حيث فاز في ثلاثة مواسم بالكأس وفي موسمين بالدوري.
خاض توماش غالاسيك مسيرته مع نادي بانيك أوسترافا في موسم 1991–92 ليلعب معه ستة مواسم، مشاركًا في 135 مباراة سجل خلالها 9 أهداف. ثم انتقل إلى نادي فيلم تو تيلبورغ في موسم 1996–97 ليلعب معه أربعة مواسم، حيث شارك في 110 مباراة سجل خلالها 11 هدفًا. لينتقل بعدها إلى نادي أياكس أمستردام في موسم 2000–01 ليلعب معه ستة مواسم، مشاركًا في 154 مباراة سجل خلالها 24 هدفًا. ثم انتقل إلى نادي نورنبرغ في موسم 2006–07 ولمدة موسمين، مشاركًا في 63 مباراة سجل خلالها 4 أهداف. هذا وانتقل لاحقًا إلى نادي بوروسيا مونشنغلادباخ في موسم 2008–09 لمدة موسم واحد، مشاركًا في 15 مباراة ولم يسجل أي هدف.

## روابط خارجية
- توماش غالاسيك على موقع الاتحاد الدولي (مؤرشف)  (الإنجليزية)
- توماش غالاسيك على موقع الاتحاد الأوربي (الإنجليزية)
- توماش غالاسيك على موقع الاتحاد التشيكي (الإنجليزية)
- توماش غالاسيك على موقع قاعدة بيانات كرة القدم.إي يو (الإنجليزية)
- توماش غالاسيك على موقع بيانات كرة القدم. دي إي (الألمانية)
- توماش غالاسيك على موقع ناشيونال فوتبول تيمز (الإنجليزية)
- توماش غالاسيك على موقع Soccerbase.com (لاعب) (الإنجليزية)
- توماش غالاسيك على موقع عالم كرة القدم.نت (الإنجليزية)